# Żabia Lalka
Die Żabia Lalka (deutsch  Froschpuppe) ist ein Berg in der polnischen Hohen Tatra mit einer Höhe von 2095 m n.p.m.

## Lage und Umgebung
Unterhalb des Gipfels liegt der Bergsee Czarny Staw pod Rysami im Tal Fischseetal.
Nachbargipfel sind der Froschmönch (Żabi Mnich), der von ihr durch den Bergpass Puppenscharte  (Przełączka pod Żabią Lalką) getrennt wird.

## Etymologie
Der Name Żabia Lalka lässt sich als Froschpuppe übersetzen. Der Name rührt von den nahe gelegenen Froschseen.

## Tourismus
Die Żabia Lalka liegt auf keinem markierten Wanderweg. Sie ist jedoch für Kletterer zugänglich. Als Ausgangspunkt für eine Besteigung eignen sich die Schutzhütten Schronisko PTTK nad Morskim Okiem und Schronisko PTTK w Dolinie Roztoki.

## Belege
- Zofia Radwańska-Paryska, Witold Henryk Paryski, Wielka encyklopedia tatrzańska, Poronin, Wyd. Górskie, 2004, ISBN 83-7104-009-1.
- Tatry Wysokie słowackie i polskie. Mapa turystyczna 1:25.000, Warszawa, 2005/06, Polkart, ISBN 83-87873-26-8.